# Kornknarr
Kornknarr (Crex crex) är en fågel i familjen rallar. Den häckar i Europa och Asien så långt österut som västra Kina och flyttar till Afrika över vintern. Kornknarren är en medelstor rall med sandfärgad eller gråbrun ovansida med svarta fläckar. Den har kastanjeröda partier på vingarna, grå undersida med rostfärgade och vita (eller gråa) tvärgående streck på kroppssidan och undergumpen. Den har en kraftig näbb och ljusgrå ben. Som juvenil har den en liknande fjäderdräkt och som dununge är den, som alla rallar, svart. Arten delas inte upp i några underarter, men individer från dess östra utbredningsområden tenderar att vara något ljusare. Hanens häckningsläte är en mycket högljutt krek krek, varifrån dess vetenskapliga namn, Crex crex, härstammar. 
Kornknarrens häckar på gräsmark, framförallt jordbruksvallar, och vintertid uppträder den i liknande habitat. Den håller sig ofta dold och placerar sitt rede av gräs i en fördjupning i marken. Den lägger sex till 14 ägg som ruvas i 19–20 dagar och de borymmande ungarna blir flygga efter cirka fem veckor. Kornknarren är allätare, men lever främst av ryggradslösa djur och växtmaterial såsom gräsfrön och spannmål; ibland tar den även små grodor eller däggdjur. Naturliga fiender utgörs av introducerade och vilda däggdjur, större fåglar, olika parasiter och sjukdomar.
Kornknarren har minskat mycket kraftigt över stora delar av sitt tidigare utbredningsområde, främst i Västeuropa, på grund av förändrade jordbruksmetoder som lett till att redena förstörs under häckningen. Trots detta kategoriseras arten som livskraftig (LC) av IUCN på grund av sitt mycket stora utbredningsområde och stora och stabila bestånd i Ryssland, Kazakstan och västra Kina. Naturvårdande insatser har inneburit en stabilisering, och ibland även en ökning, i vissa länder där den tidigare minskat kraftigt. Dess vittljudande häckningsläte har resulterat i att den förekommer i både folktro och litteraturen och har även gett den en rad lokala namn.

## Systematik
Familjen rallar omfattar uppemot 140 arter. De största antalet, och de minst specialiserade formerna, förekommer i Gamla världen, vilket indikerar att det är där familjen har sitt ursprung. Taxonomin för de små rallarna har varit och är fortfarande komplicerad. Morfologiska studier visade tidigare att kornknarren stod nära Porzana-sumphönorna, speciellt vitstrupig sumphöna (Porzana albicollis), men DNA-studier visar att detta är inkorrekt. Istället ingår kornknarrarna i en klad med bland annat vattenrallen i Rallus, troligen närmast släktet Lewinia. Tidigare delade kornknarren släktet Crex med arten som då kallades afrikansk kornknarr, nu gräsrall (Crecopsis egregia). Genetiska studier har dock även här kullkastat tidigare föreställningar och visat att dessa inte är nära släkt med varandra. Den förs därför numera allt ofta till ett eget släkte, Crecopsis, och denna linje följs här.
Kornknarren beskrevs första gången taxonomiskt 1758 av Carl von Linné under det vetenskapliga namnet Rallus crex, men flyttades sedermera till det egna släktet Crex (skapat 1803 av den tyske naturvetaren och ornitologen Johann Matthäus Bechstein), men beskrevs då under namnet Crex pratensis. Den tidigare användningen av crex ger namnet prioritet över Bechsteins artepitet pratensis och resulterar i dess nuvarande vetenskapliga namn Crex crex. Binomialnamnet Crex crex härstammar från grekiskans "κρεξ", som är onomatopoetiskt och refererar till kornknarrens repetetiva och ljudliga häckningsläte. Även det svenska trivialnamnets ena del, "knarr", refererar till lätet medan "korn" refererar till dess vana att befinna sig på åkrar.

## Utseende

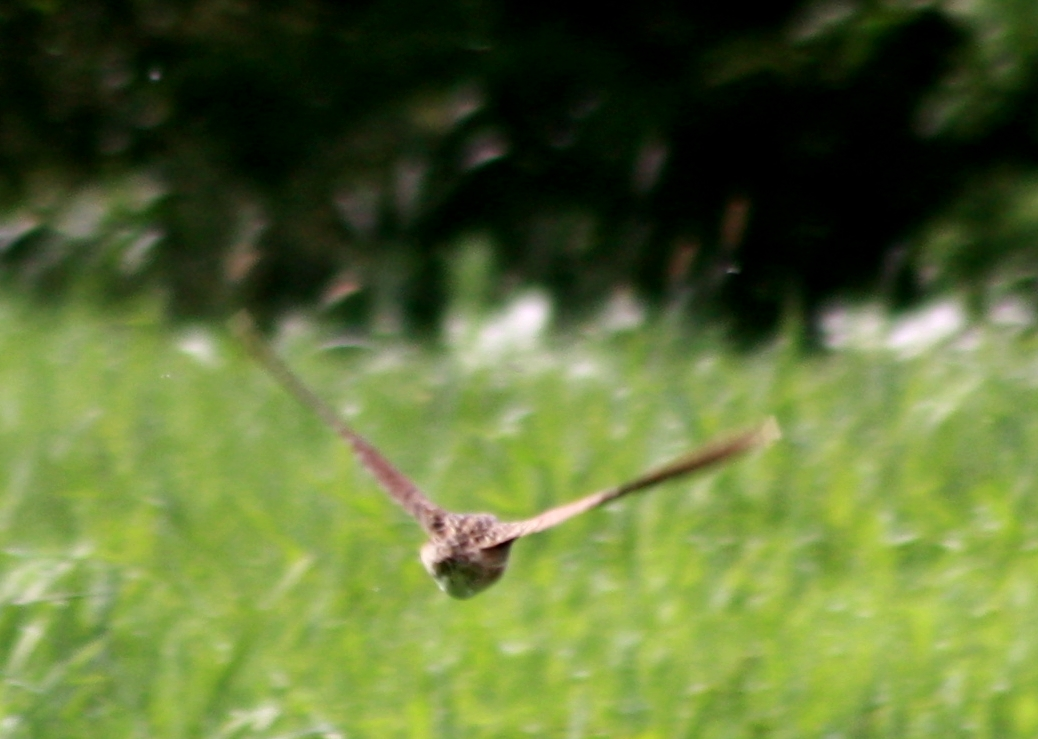
En ovanlig syn: en flygande kornknarr.

Kornknarren är en medelstor rall som mäter 27–30 cm och har ett vingspann på 42–53 cm. Hanarna väger i genomsnitt 165 gram och honorna 145 gram. Dess fjäderdräkt är kryptiskt färgade i bruna, svarta och grå nyanser vilket ger den ett bra kamouflage. Fjädrarna på hjässan och ryggen hos den adulta hanen har svart centra, brun spets och sandfärgade och gråa bräm, vilket ger ett svartprickigt intryck i fält. De övre vingtäckarna är distinkt rödbruna. Ansiktet, strupen och bröstet är blågrå, utöver det ljusbruna tygelstrecket som sträcker sig från näbbasen och möter det bruna på halsen. Buken är ljusgrå och kroppssidan streckad i vitt och rödbrunt. Den kraftiga näbben är köttfärgad, irisen brun och fötter och ben är ljust gråa. Honan har en varmare ton på ovansidan och ett smalare och mörkare tygelstreck.
Utanför häckningstid blir översidan hos båda könen mörkare och undersidan brunare. Den juvenila dräkten påminner om den adulta, men har en gulare ton på ovansidan och istället för grått är de sandfärgade på undersidan. Dunungarna är, som hos alla rallar, svarta. Kornknarren delas visserligen inte upp i några underarter, men dräktskillnaderna är stora över dess utbredningsområde och det är en klinal övergång mot de allt mer ljusa och grå populationerna i öster. Adulta fåglar genomgår en komplett ruggning efter häckningen, som vanligtvis avslutas i slutet av augusti eller början av september, innan de flyttar söderut över vintern. Den genomför också en partiell ruggning (främst fjäderpartier på huvud, kropp och stjärt) i vinterkvarteret innan den återvänder till häckningsplatserna. Dunungarna genomgår en ruggning av fjädrarna på huvud och kropp ungefär fem veckor efter att de kläckts.
Kornknarrens vinterkvarter överlappar med den till utseendet liknande gräsrallen men skiljs ifrån denna på sin större storlek, ljusare ovansida, rödbruna vingovansida och annorlunda teckning på undersidan. I flykten har kornknarren längre, mer rundade vingar och grundare vingslag än gräsrallen. Förväxlingsrisk med andra rallar är osannolik, både på häckningsplats och i vinterkvarteret. En flygande kornknarr kan påminna om en hönsfågel, men dess rödbruna vingovansida och hängande ben är karaktäristiska.

### Läte
- Problem att lyssna på filerna? Mediahjälp (engelska).

Under häckningstiden utstöter de adulta hanarna ett ljudligt och repetitivt spelläte. Ett mekaniskt knarrande "ärph-ärph" (eller "krex-krex" som det också beskrivs) med en elektrisk biton när man kommer nära. När den spelar sitter den ofta i tät vegetation, på en gren nära marken eller direkt på marken, med huvud och hals nästan vertikalt uppåt och med vidöppen näbb. Lätet kan höras på 1,5 km håll och fungerar revirhävdande och attraherar honor. Tidigt på säsongen spelar den nästan konstant hela natten och ibland även kortare stunder på dagen. Lätet kan upprepas mer än 20 000 gånger per natt, med ett frekvensmaximum mellan midnatt och klockan tre på morgonen. Spellätet har utvecklats genom evolution för att honan ska kunna lokalisera hanen när han är dold i vegetationen. Efter några veckor minskar frekvensen på spellätet, men kan åter igen öka mot slutet av äggläggningsperioden innan det helt avstannar mot slutet av häckningssäsongen. Hanen har också ett morrande läte som yttras med stängd näbb vid närkontakt med andra revirhävdande hanar.
Honan har också ett liknande läte som hanen som hon använder mer sällsynt än hanen. Locklätet har en mer distinkt skällande karaktär med ungefär samma rytm, men mindre skorrande. Honan har även ett högfrekvent pipande läte och ett oo-oo-oo-läte för att locka på dunungarna. Ungarnas kontaktläte låter piick-piick och ett hårt pipande tiggläte.

## Utbredning och habitat

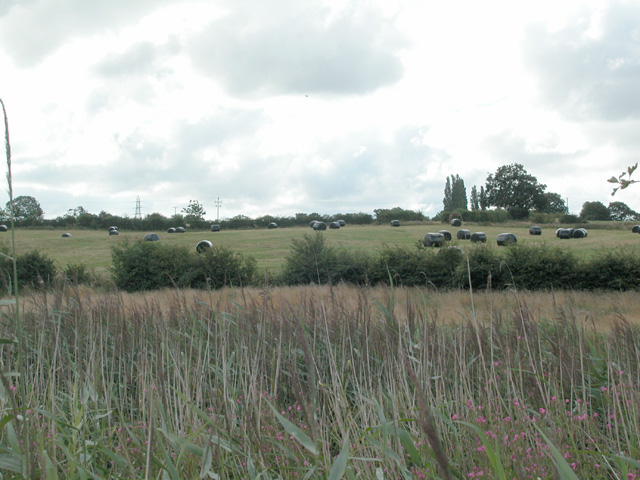
Kornknarren föredrar ängar och vallar som häckningshabitat.

Kornknarren häckar från Irland och Storbritannien i väst och österut genom Europa till norra Kina och centrala delarna av Sibirien så långt österut som området kring Bajkalsjön. Dock har arten försvunnit från stora delar av sitt historiska utbredningsområde och en gång i tiden häckade den i lämpliga biotoper över hela Palearktis mellan latitud 41°N och 62°N. Idag saknas den eller är mycket sällsynt som häckfågel i Spanien, Portugal, stora delar av Frankrike, Italien och Balkan, och i Turkiet. I Skandinavien har den en sydlig utbredning och i Storbritannien en västlig utbredning. Gamla utsagor att den även skulle ha häckat i Sydafrika är felaktiga och resultat från felidentifierade ägg av afrikansk rall (Rallus caerulescens) funna i en museisamling.
Kornknarren övervintrar huvudsakligen i Afrika, från Kongo-Kinshasa och centrala Tanzania och söderut till östra Sydafrika. Norr om detta område uppträder den främst under flytten (den övervintrar dock sällan i Nordafrika), men även norr och väster om sitt huvudsakliga övervintringsområde i sydöstra Afrika. Merparten av de övervintrande beståndet i Sydafrika förekommer i KwaZulu-Natal och tidigare Transvaalprovinsen. Förr när häckningspopulationerna var mycket större förekom det mycket fler observationer av kornknarr under perioden december till februari i Västeuropa.

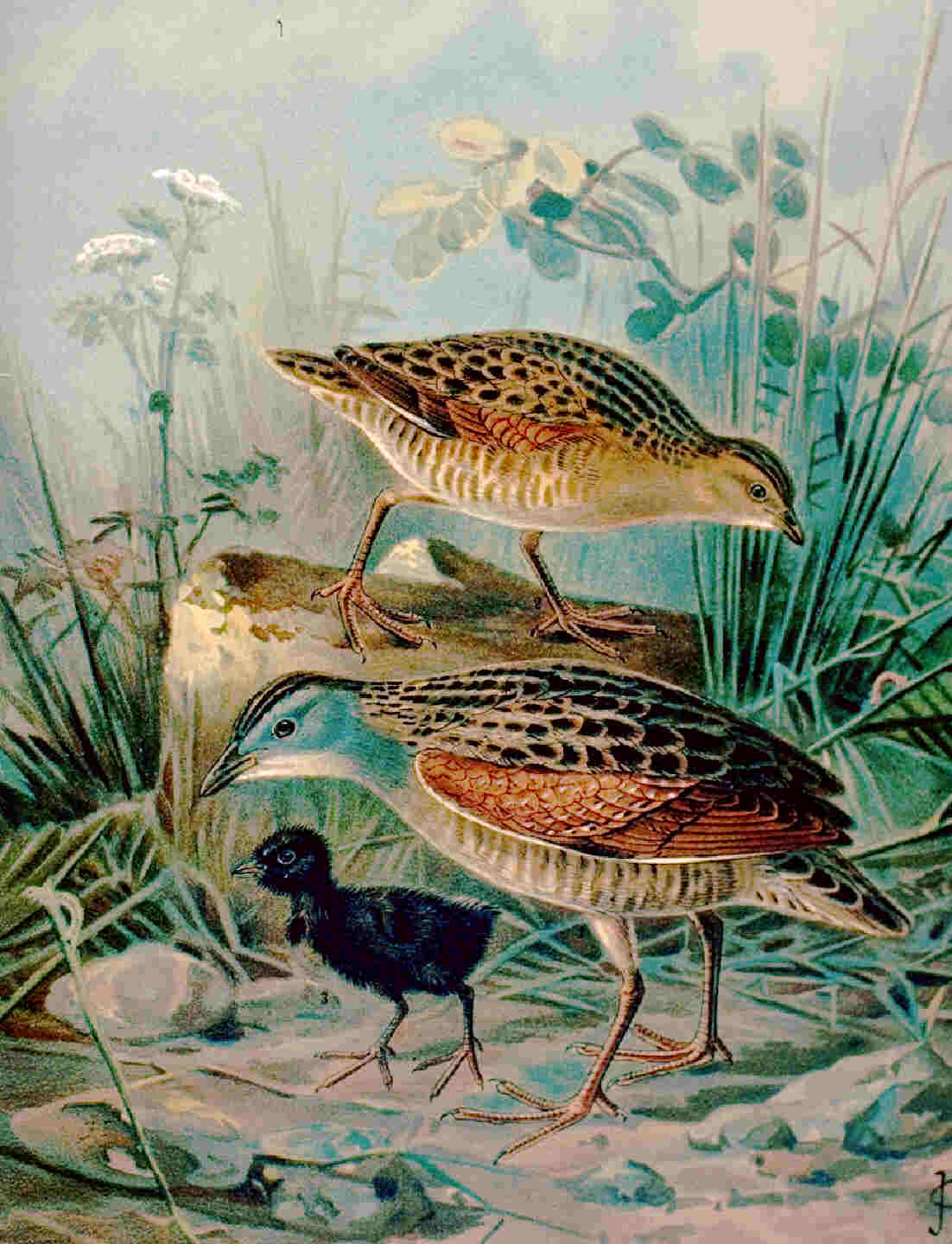
Par tillsammans med dununge.

Kornknarren flyttar till Afrika via två huvudrutter: en västlig rutt över Marocko och Algeriet och den viktigaste flyttningsrutten över Egypten. Under flytten har den observerats i flertalet länder mellan häckningsområdena och vinterkvarteren (inklusive merparten av Västafrika) och de delar av södra Asien som ligger mellan de östligaste häckningsområdena och Afrika. Utöver detta har den observerats på Sri Lanka, i Vietnam, Australien, på Seychellerna, Bermuda, i Kanada, USA, på Grönland, Island, Färöarna, Azorerna, Madeira och Kanarieöarna.
Kornknarren häckar framförallt i låglandområden men även på högre höjd, exempelvis upp till 1 400 meter i alperna, 2 700 meter lokalt i Kina och 3 000 meter över havet lokalt i Ryssland. Tidigare omfattade häckningsbiotoperna för kornknarren flodängar med högt gräs och andra ängsväxter som starr och irisar. Idag förekommer den främst i svala halvfuktiga gräsmarker som används för höproduktion, speciellt i odlingsbygd med begränsad gödsling och slåtter. Den häckar även i annan trädlös gräsmark som i bergstrakter, på taiga, i kustområden eller där den uppstått på grund av brand. Fuktigare områden, som utkanter av våtmark, kan också användas men mycket fuktiga habitat undviks liksom helt öppna habitat och habitat där vegetationen är högre än 50 cm eller alltför tät för kornknarren att forcera. Habitatens enstaka buskar eller häckar kan nyttjas som utposter när den yttrar sitt lockläte. Gräsmark som inte slås eller betas blir för tätt och ihoptrasslat för att fungera som häckningshabitat. Lokalt kan den även häcka i åkermark med säd, ärtväxter, raps, klöver eller potatis och i Kina häckar den även i fält med lin.
Efter häckningen flyttar de adulta fåglarna till områden med mer högväxt vegetation som bladvass, irisar eller nässlor för att rugga, för att sedan återvända till häckningshabitatet för en andra kull. Häckningsförsök i åkerkanter eller närliggande obrukad mark har högre häckningsframgång än försök längre in i områden med tätare vegetation.
I vinterkvarteren i Afrika förekommer den på torra gräsmarker och savann och föredrar vegetation som är 30–200 cm hög, vilket omfattar områden som säsongsbundet bränns och ibland i marker med halvgräs eller i vassbäddar. Vintertid återfinns den även på övergivna åkrar eller åkrar i träda, oklippta områden på flygfält och i åkerkanter. I Sydafrika förekommer den upp till höjder av 1 750 meter över havet. Den uppträder ibland tillsammans med gräsrallen, men den senare föredrar fuktigare gräsmark med kortare vegetation.

## Ekologi

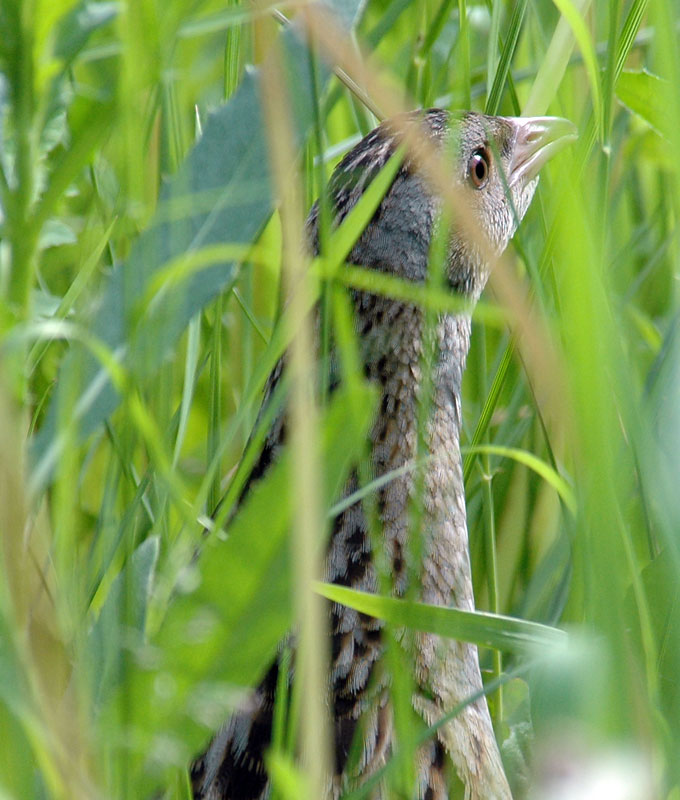
Adult i typisk miljö.

Under sin häckningstid är kornknarren mycket svår att få syn på och gömmer sig ofta i markvegetationen, men ger sig ibland ut i öppnare terräng. Sällsynt kan individer låta sig utfodras av människor. I de afrikanska vinterkvarteren uppträder den mycket mer skyggt än den gräsrallen och till skillnad denna observeras den sällan men kan ibland födosöka på tågvallar eller vid vägkanter.
Kornknarren är som mest aktiv på morgonen och på kvällen efter kraftigt regn och under lätt regn. Dess karaktäristiska flykt när den flyger undan är vek och fladdrande, oftast med hängande ben. När den förflyttar sig längre sträckor, som under flytten, har den en kraftfullare, rakare flykt med benen upplyfta. På marken förflyttar den sig med höga kliv och när den snabbt springer genom gräs håller den kroppen horisontellt framåtböjd. Den kan simma om den absolut måste. När den skräms upp flyger den kortare än 50 meter och landar ofta bakom en buske eller grästuva där den sedan trycker. Om den störs i öppen terräng springer den ofta hukande undan för att sedan stanna upp, sträcka på kroppen och observera fridstöraren. Om den fångas kan den spela död, men kan snabbt kvickna till om den får en möjlighet att smita.
I vinterkvarteren lever kornknarren ensam och varje individ upptar ett revir på 4,2–4,9 hektar åt gången, men den totala ytan kan vara mycket större då den kan genomföra lokala förflyttningar exempelvis på grund av översvämningar eller jordbruksverksamhet. Under flytten kan den samlas i flockar på upp till 40 fåglar och uppträder ibland i blandflockar med vaktel. Den flyttar nattetid och dagrastande flockar kan uppgå till hundratals individer vid populära rastplatser. Flyttningsrutten är inte inlärd utan medfödd. En studie med uppfödda fåglar som hållits i fångenskap i tio generationer visade att de var lika framgångsrika som vildfödda individer på att flytta till Afrika för att sedan återvända.

### Häckning

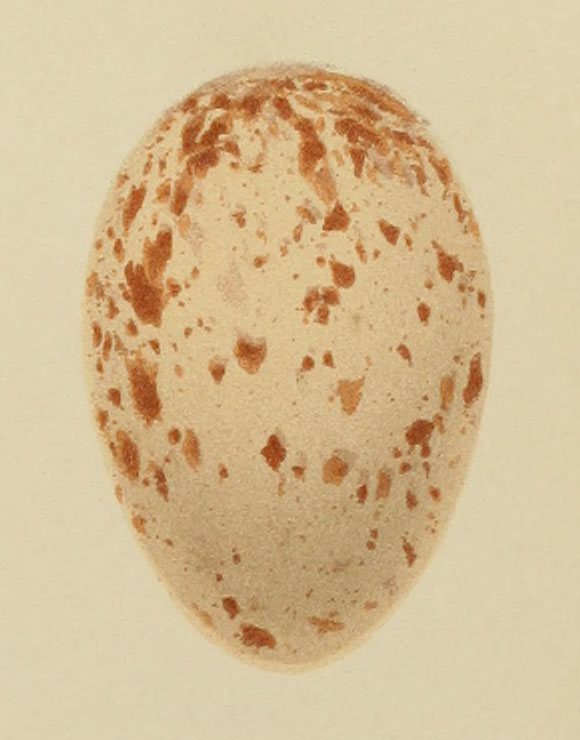
Illustration av kornknarrens ägg.

Fram till 1995 trodde man att kornknarren var monogam, men det har visat sig att en hane kan ha flera revir och häcka med två eller flera honor och flytta från ett revir till ett annat revir när den ena ruvningen nästan är över för att påbörja en andra. Hanars revir kan variera från 3 till 51 hektar, med ett genomsnitt på 15,7 hektar. Honan har ett mycket mindre häckningsområde, med ett genomsnitt på 5,5 hektar.
Hanen utmanar inkräktande hanar med läten samtidigt som han släpar sina vingar i marken och med huvudet framåtriktat. Oftast lämnar den besökande hanen, men om den stannar kvar ställer de båda hanarna upp sig med lyfta huvuden och släpande vingar. De börjar sedan kretsa runt varandra samtidigt som de utstöter ett morrande läte och gör utfall och stöter emot varandra. Det kan utmynna i regelrätt slagsmål där de kastar sig mot varandra och försöker hugga mot den andre med näbben och ibland även med sparkar. Honan försvarar inte reviret på något sätt.
Boet läggs djupt i gräset och är ofta en uppkrafsad grop som beklätts med gräs och rötter. Honan lägger en kull om året med sex till 14 (oftast åtta till tolv) brungula mycket glansiga ägg med glesa fläckar som är rödbruna eller gråa. När honan ruvar ligger hon hårt på äggen och lämnar boet mycket sällan; hon ruvar i cirka tjugo dagar. De svarta ungarna stannar högst ett dygn i boet varefter de följer sina föräldrar på födosök. Ungarna är flygga efter cirka femtio dygn.

### Föda
Kornknarren är allätare men lever huvudsakligen av ryggradslösa djur, däribland daggmaskar, sniglar, spindlar, skalbaggar, trollsländor, gräshoppor, myror och andra insekter. På häckningsplatsen tar den skadedjur som vivlar av släktet Sitona, harkrankar och knäppare. Kornknarren äter också små grodor, däggdjur, samt växtdelar inklusive gräsfrön och spannmål. Dess diet i vinterkvarteren är i stort sett likartad, men innehåller lokalt tillgängliga byten såsom termiter, kackerlackor och pillerbaggar. Födan hämtas direkt från marken, från låga växter och från grästuvor.
Kornknarren kan söka bland döda blad med näbben och springande jaga efter rörliga byten. Jakten förekommer normalt i skydd av växtlighet men kan, särskilt på vintern, ske på grästäckta stigar och uppkörda spår. Material som den inte kan smälta kommer upp igen som 1 cm stora spybollar. Ungarna matas huvudsakligen med animalisk föda och när de är fullvuxna kan de flyga tillsammans med föräldrarna upp till 6,5 km för att besöka platser där de har tillgång till kompletterande föda. Liksom andra rallar sväljer kornknarren smågrus med vars hjälp den bearbetar födan mekaniskt för att sönderdela den i muskelmagen.

### Predatorer och parasiter

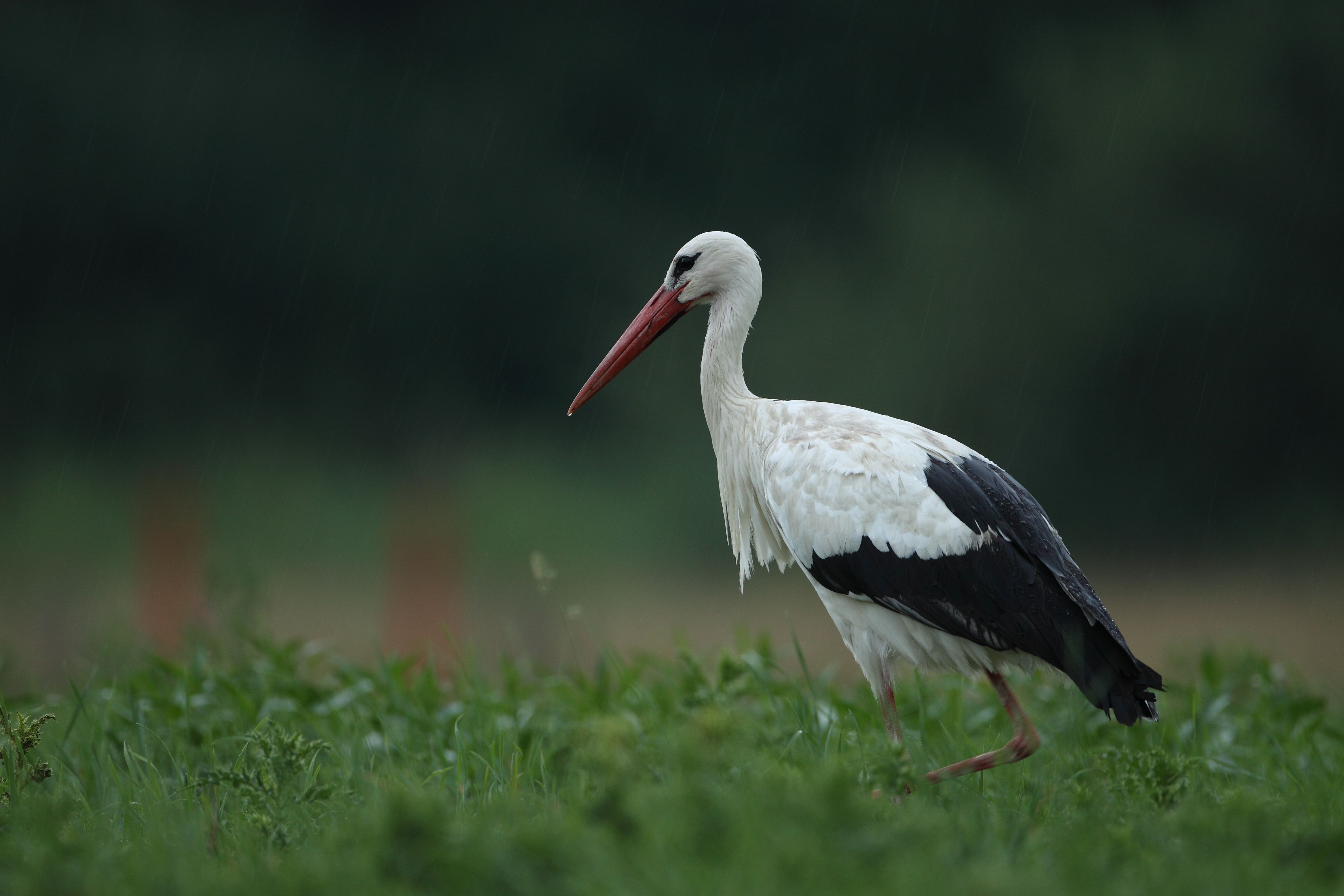
De vita storkarna fångar kornknarrens dunungar när de börjar röra sig fritt.

I häckningsområdet utgörs predatorerna av förvildade och tama katter, mink, förvildad tamiller, utter, räv och av fåglar såsom ormvråk och kråka. I Litauen har introducerad mårdhund också observerats ta kornknarr. När ungarna lämnar boet och rör sig fritt kan de tas av större fåglar som vit stork, kråkfåglar, trutar, kärrhökar och andra typer av rovfåglar. Bopredation sker sällan vid ostörda häckningsplatser, vilket märks i den relativt höga häckningsframgången.
Den vitt spridda parasiten Prosthogonimus ovatus, som lever i fåglars äggledare, har observerats hos kornknarren och så även den parasitiska masken Plagiorchis elegans, larver av parasitiska flugor och hårda fästingar av släktena Haemaphysalis och Ixodes.
Under återinplanteringen av kornknarr i England 2003 orsakade den patogena bakterien Campylobacter enterit och dåligt allmäntillstånd hos de utsläppta fåglarna.

## Kornknarren och människan

### Status och hot
Kornknarren har minskat mycket kraftigt över stora delar av sitt tidigare utbredningsområde, främst i Västeuropa, på grund av förändrade jordbruksmetoder som lett till att redena förstörs innan häckningen är avklarad. Trots detta kategoriseras arten som livskraftig (LC) av IUCN på grund av sitt mycket stora utbredningsområde och stora och uppenbarligen stabila bestånd i Ryssland och Kazakstan. Beståndet i västra Kina har visat sig vara mycket större än man tidigare trott och naturvårdande insatser har inneburit en stabilisering, och ibland även en ökning, av bestånden i vissa av de länder där den tidigare haft de kraftigaste minskningarna. Världspopulationen uppskattas till mellan tre och sju miljoner vuxna individer.

#### Status i Sverige
Tidigare var kornknarren en välkänd fågel i det svenska jordbrukslandskapet. I Sverige och på många andra platser innebar flytten av slåttern till midsommartid en drastisk försämring för arten då detta sammanfaller med kornknarrens häckningstid. I och med en ökad förståelse för bland annat kornknarrens behov så märkte man under 2000 en liten återhämtning hos den svenska populationen och den nedåtgående trenden verkade vara stoppad. Under 2008 var kornknarren utsedd till årets riksinventeringsart. I Artdatabankens rödlista från 2020 kategoriseras den som nära hotad (NT).

### Namn
Artens vetenskapliga namn Crex crex är en onomatopoetisk härmning av dess läte. Äldre trivialnamn är ängsknarr, vaktelkung, grönskära, grässkära och åkerhöna. Äldre dialektala namn är bjuggbit i Västergötland (jämför bjugg, som dialektalt betytt korn i Halland), akerhyns (jämför med åkerhöns), seidreifver eller sigderifvare, och nattskärra på  Gotland, ängsnärpa i Skåne och Kalmar och ängskärra i Kalmar.